# Đại công quốc Berg
Đại công quốc Berg (tiếng Đức: Großherzogtum Berg), còn được gọi là Đại công quốc Berg và Cleves, là một Đại công quốc có lãnh thổ được thành lập vào năm 1806 bởi Hoàng đế Napoléon sau chiến thắng của ông trong trận Austerlitz (1805) trên các vùng lãnh thổ giữa Đệ Nhất Đế chế Pháp tại sông Rhine và Vương quốc Westphalia của Đức.